# Conopoidea
Super-famille
Synonymes
- Canopsariae Neuhaus, 1886[1]
- Conopariae[1]
- Conoparii Handlirsch, 1924[1]
- Conopica Nitzsch, 1818[1]
- Conopida Doleschall, 1856[1]
- Conopidea Rohdendorf, 1961[1]
- Conopiformes Frey, 1921[1]
- Conopina Rondani, 1856[1]
- famille Conipidae Camras, 1990[1]
- famille Conopiadae Harris, 1833[1]

Les Conopoidea sont une super-famille d'insectes diptères brachycères muscomorphes.

## Liste des familles
Selon BioLib (8 mai 2019) :
- famille des Conopidae Latreille, 1802